# ماجنت
ماجنت (بالروسية: Магнит) هي شركة كانت تعتبر أكبر بائع تجزئة للمواد الغذائية في روسيا لفترة من الزمن. تأسست في عام 1994 في مدينة كراسنودار على يد سيرجي جاليتسكي. بحلول عام 2016، كانت تمتلك 12434 متجرًا في 2385 موقعًا، بما في ذلك 9715 متجرًا صغيرًا، 225 هايبر ماركت، 2337 متجرًا لمستحضرات التجميل ماجنت، و157 متجرًا من عائلة ماجنت. توظف الشركة أكثر من 140 ألف شخص وتفتتح العديد من المتاجر شهريًا. منذ عام 2006، طورت ماجنت سلسلة محلات السوبر ماركت في العديد من المدن والبلدات الروسية. 
في أبريل 2013، تجاوزت مبيعات ماجنت منافستها X5 للتجزئة، لتصبح أكبر بائع تجزئة في روسيا، رغم تمثيلها المحدود في موسكو. وبحلول يوليو 2014، أصبحت ماجنت رابع أكبر شركة تجزئة عالميًا من حيث القيمة السوقية. ومع ذلك، في عام 2017، أصبحت مجموعة X5 أكبر بائع تجزئة في روسيا بعد تجاوزها لماجنت في المبيعات. في أوائل 2018، شهدت ماجنت تغييرات كبيرة في الملكية والإدارة، حيث باع مؤسسها الجزء الأكبر من حصته لبنك في تي بي، وهو بنك روسي رائد مملوك للدولة.
في أبريل 2023، أعلنت "ماجنت" عن إتمام عملية إعادة شراء أسهم بقيمة 736 مليون دولار. وقد أدى ذلك إلى زيادة حصة شركة "ماجنت أليانز" التابعة لها إلى 29.7% من أسهمها. شارك في هذه العملية أكثر من 300 مستثمر من 25 دولة. تمت الصفقة بسعر منخفض مقارنة بالسعر المدرج في بورصة موسكو، في ظل الضغط السياسي لتخفيض الأسعار على الأصول ذات الملكية الأجنبية.
تستمر "ماجنت" في تعزيز مكانتها في السوق الروسي وتسعى إلى تحسين إستراتيجياتها للتوسع والنمو في المستقبل، رغم التحديات الاقتصادية التي تواجهها.